# Aston Park

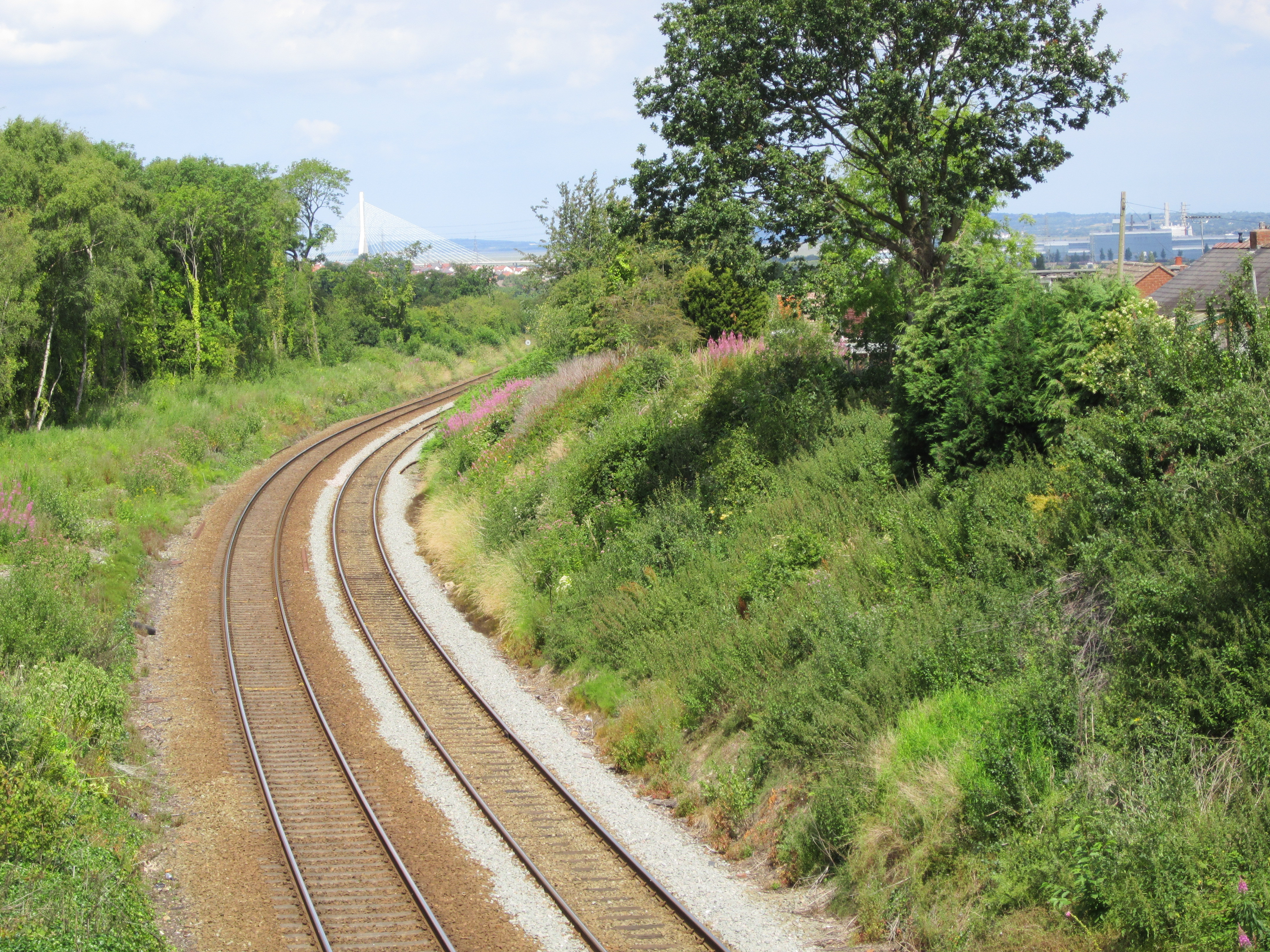
Borderlands Line vid Aston.

Aston Park är en stad (village) i Flintshire, Norra Wales. Aston Park ligger sydväst om Queensferry och söder om Shotton, sydost om Aston ligger väg A494. Staden kallas ofta övre Shotton eller bara Aston.